# Hightech Agenda
Die Hightech Agenda ist eine 2019 gestartete Förderinitiative des Freistaats Bayern. Mit der Hightech Agenda Bayern und der Hightech Agenda Plus investiert der Freistaat insgesamt rund 3,5 Milliarden Euro für eine bundesweit einzigartige Technologieoffensive. Es ist eine Fortsetzung der High-Tech-Offensive Bayern und Teil des Zukunftpakets Deutschland.

## Hightech Agenda
Die Hightech Agenda besteht aus vier aufeinander abgestimmten Programmen:
- Förderung von KI und Supertech
- Sanierungs- und Beschleunigungsprogramm für Hochschulen und Mobilfunk
- Hochschulreform
- Mittelstandsoffensive für die bayerische Wirtschaft: Unterstützung bei der digitalen Transformation

Hierzu werden 2 Milliarden Euro investiert um 1.000 neue Professuren, 13.000 neue Studienplätze sowie mehr als 20 Spitzenforschungszentren (z. B. das Munich Quantum Valley) für das ganze Land zu schaffen.

## Hightech Agenda Plus
Wegen der COVID-19-Pandemie wurde das Investitionsvolumen auf rund 3,5 Milliarden Euro in zwei Jahren erhöht.

## Hightech Summits
Bei Hightech Summits in verschiedenen Regionen des Freistaats diskutieren Experten aus Wissenschaft, Wirtschaft und Politik über diesen Modernisierungsschub für Bayern.